# Liste d'ethnologues
Vous trouverez ici une liste d'ethnologues célèbres classés selon leur terrain d'étude. Certains ethnologues peuvent donc apparaître plusieurs fois :

## Amériques

### Amérique centrale
- Galinier, Jacques (Otomi du Mexique)
- Perrin, Michel (Wayuu du Venezuela, Kuna du Panama, Huichols du Mexique)
- Jaulin, Robert, (Venezuela Bari)

### Amérique du Nord
- Affergan, Francis (Martinique)
- Boas, Franz (Kwakiutl, Bella Coola, Pueblos)
- Curtis, Edward Sheriff
- Dianteill, Erwan (La Havane, La Nouvelle-Orléans, Porto-Novo)
- Devereux, Georges (Mojaves)
- Guédon, Marie-Françoise (Dénés)
- Harner, Michael (Salish)
- Jacquin, Philippe
- Kluckhohn, Clyde Kay Mayben (Navajos)
- Kroeber, Alfred Louis (Arapaho, Mohave, Yurok, Zuñi)
- La Barre, Weston (Ethnobotanique)
- Lowie, Robert Harry (Crow, Shoshone)
- Morgan, Lewis Henry (Iroquois)
- Navet, Eric (Ojibwés)
- Radin, Paul (Ojibwés, Winnebago, Wappo)
- Raulin, Anne (New York)
- Tedlock, Barbara
- White, Leslie (Pueblos)

### Amérique du Sud
- Bastide, Roger (Bahia, Brésil)
- Clastres, Pierre (Guayaki)
- Clastres, Hélène (Guayaki, Guaranis, Yanomami)
- Descola, Philippe (Jivaros Achuar)
- Deshayes, Patrick (Huni Kuin, groupe Pano)
- Erikson, Philippe (groupes de l'ensemble Pano)
- Fausto, Carlos (Haut Xingu, Parakana, Kuikuro)
- Frič, Alberto Vojtěch (Chamacoco)
- Harner, Michael (Shuars)
- Hugh-Jones, Christine (Amazonie du Nord-Ouest)
- Hugh-Jones, Stephen (Amazonie du Nord-Ouest)
- Laplantine, François (Bahia, Brésil)
- Métraux, Alfred (Cordillère des Andes, Amazonie : Tupi-guarani, Tupinambas)
- Mohia, Nadia (Guyane française: Tekos)
- Navet, Eric (Guyane française: Tekos)
- Lévi-Strauss, Claude (Tupi, Bororo, Nambikwara)
- Nordenskiöld, Nils, Erland, Herbert (Argentine, Bolivie, Pérou)
- Rivet, Paul (Cordillère des Andes)
- Taylor, Anne-Christine (Jivaros Achuar)

## Afrique

### Afrique Centrale
- Balandier, Georges (Brazzaville)
- De Heusch, Luc (Tetela-Hamba de la République démocratique du Congo)
- Laburthe-Tolra, Philippe (Bêti du Cameroun)

### Afrique de l'Est
- Evans-Pritchard, Edward (Nuer du Soudan)
- Sperber, Dan (Éthiopie)
- Tubiana, Joseph (Éthiopie), (Tchad)
- Tubiana, Marie-José (Soudan), (Tchad)

### Afrique de l'Ouest
Voir article : l'Afrique de l'Ouest
- Bonte, Pierre (Touaregs Kel Geres, Niger et Maures de l'Adrâr mauritanien)
- Deluz, Ariane (Gouros de Côte d'Ivoire)
- Dianteill, Erwan ((La Havane, La Nouvelle-Orléans, Porto-Novo))
- Dieterlen, Germaine (Dogons du Mali)
- Fortes, Meyer (Tallensi et Asante du Ghana)
- Griaule, Marcel (Dogons du Mali)
- Héritier, Françoise (Burkina Faso)
- Izard Michel (Burkina Faso)
- Jamin, Jean
- Lallemand, Suzanne (Mossi du Burkina Faso, Kotokoli du Togo)
- Paulme, Denise (Dogons du Mali, Guinée, Côte d'Ivoire)
- Rouch, Jean (Dogons du Mali)
- Sewane, Dominique (Batammariba, Togo)
- Terray, Emmanuel (Didas, Côte d'Ivoire)
- Thomas, Louis-Vincent (Sénégal)
- Zahan, Dominique (Dogons du Mali, Mossis, Bambaras)

### Maghreb
- Battesti, Vincent (Tunisie)
- Bourdieu, Pierre (Kabylie)
- Casajus, Dominique (Touareg)
- Frey, Philippe (Sahara)
- Geertz, Clifford (Atlas marocain)
- Hell, Bertrand (Gnaouas)
- Jeanjean, Agnès (Maroc)
- Colette Pétonnet (Maroc, Rabat)
- Soustelle, Jacques (Algérie)
- Tillion, Germaine (Algérie)
- Jean Servier  (Algérie, Berbères)

## Arctique
- Balikci, Asen (Inuits de la Terre de Baffin)
- Boas, Franz (Inuits de la Terre de Baffin)
- Malaurie, Jean (Inuits de Avannaa)
- Rasmussen, Knud Johan Victor (Inuits du Groenland)

## Asie

### Asie du Sud-Est
- Baix (Choron-Baix), Catherine (Thaïlande, Laos)
- Condominas, Georges (Hauts-plateaux du Vietnam)
- Geertz, Clifford (Bali et Java)
- Massard (Massard-Vincent), Josianne (Malaisie)
- Needham, Rodney (Bornéo, Malaisie)
- Pelras, Christian (Indonésie)
- Radcliffe-Brown, Alfred Reginald (îles Andaman)

### Chine
- Bacot, Jacques (Tibet, grammaire tibétaine traditionnelle)
- Buffetrille, Katia (Kawagebo, Kailash, Kham, Tibet)
- Caulier, Éric (Taiji quan)
- Cornu, Philippe (Tibet, Bouddhisme)
- Goldstein, Melvyn C. (Tibet)
- Granet, Marcel (Chine, classiques chinois)
- Gu, Jiegang (Meng Jiangnü)
- Huang Xianfan (Zhuang (ethnie), Guangxi)
- Karmay, Samten G. (Bön, Tibet)
- Ngapo, Jigmé (Tibet)
- Peissel, Michel (Khampas, Tibet)
- Maraini, Fosco (Tibet)
- Meyer, Fernand (Tibet, Médecine tibétaine traditionnelle)
- Ramble, Charles (Tibet)
- Samdup, Thubten (Ethnomusicologue: Musique tibétaine)
- Schaedler, Luc (Chine, Tibet)
- Tsybikov, Gombojab (Histoire et photographie du Tibet)
- Tucci, Giuseppe (Tibet)

### Mongolie
- Hamayon, Roberte (Chamanisme)
- Lacaze, Gaëlle

### Sibérie
- Bogoraz, Vladimir (Tchouktches, Koriaks, Évènes)
- Hamayon, Roberte (Chamanisme, Bouriates)
- Piłsudski, Bronisław (Aïnous)
- Popov, Andreï (Chamanisme, Dolganes, Nganassanes)
- Sternberg, Lev (Tchouktches, Koriaks, Évènes, Aïnous)

### Inde
- Deliège, Robert (Bhîls)
- Dumont, Louis (Pramalai Kallar)
- Zimmermann, Francis Olivier (Kerala, Littérature Malayalam, Ayurvéda)

### Pakistan
- Bernot, Lucien
- Tucci, Giuseppe

### Japon
- Leroi-Gourhan, André (Aïnous)
- Benedict, Ruth
- Maraini , Fosco (Aïnous)

### Bhoutan
- Peissel, Michel

### Ladakh
- Peissel, Michel

### Népal
- Steinmann, Brigitte (Tamang)
- Gauthard, Nathalie (Katmandou)
- Bordes, Rémi
- Buffetrille, Katia
- Kawakita, Jiro
- Peissel, Michel (Mustang)
- Ramble, Charles (District de Mustang)
- Toffin, Gérard (Néwar, Katmandou)
- Tucci, Giuseppe
- Victor, Jean-Christophe (Bridhim, Tamangs)

### Moyen-Orient
- Digard, Jean-Pierre (Iran)
- Guérin, Victor, (Turquie, Tunisie).

## Europe

### Allemagne
- Nils Seethaler

### Bulgarie
- Cuisenier, Jean

### Espagne
- de Barandiarán Ayerbe, José Miguel (Basques)

### France
- Augé, Marc (Non-lieu)
- Bernot, Lucien (Verriers de la Bresle)
- Bourdieu, Pierre (Béarn)
- Chiva, Isac (Patrimoine rural)
- Fabre, Daniel (Tradition orale, Languedoc)
- Cuisenier, Jean (Patrimoine rural)
- Delaporte, Yves (sourds)
- Dufoulon, Serge (Voyance, Marine nationale)
- Dumont, Louis (pour La Tarasque)
- Duvert, Michel (Culture basque, Origine des basques)
- Favret-Saada, Jeanne (bocage normand).
- Gauthard, Nathalie (Carnaval, mascarades, fêtes populaires)
- Girard, Françoise (Océanie)
- Bertrand Hell (Chasse, Chamanisme, Possession)
- Jamin, Jean (Histoire de l'anthropologie, Parenté) Claude Karnoouh (Lorraine)
- Leiris, Michel
- Pétonnet, Colette (Anthropologie urbaine, Banlieue, Harki)
- Ségalen, Martine (Famille)
- Soboul, Albert (La Maison rurale française)
- Van Gennep, Arnold (Folklore français)
- Zonabend, Françoise
- Claude Karnoouh (Lorraine)

### Grèce
- Cuisenier, Jean

### Laponie
- Delaporte, Yves

### Macédoine
- Cuisenier, Jean

### Roumanie
- Mihai Pop
- Cuisenier, Jean
- Cristescu-Golopenția, Ștefania
- Claude Karnoouh
- Jean Bernabé
- Marianne Mesnil
- Gail Kligman
- Katherine Verdery
- Steve Sampson
- Marylin MacArthur
- Càlin Cotoi
- Corina Iosif
- Gabriel Troc

### Ukraine
- Vovk, Fedir

## Océanie

### Revues
- Cahiers des Sciences Humaines,
- Journal de la Société des Océanistes,
- The Journal of Pacific History,
- The New Hebrides Papers (1933-1934),
- Objets et Mondes,

### Australie
- Barbara Glowczewski (1956) (Warlpiri et Yolngu du Territoire du Nord ; Yawuru et Ngarinyin d'Australie Occidentale)
- Alfred Reginald Radcliffe-Brown (Australie Occidentale) (1881-1955)
- Adolphus Peter Elkin (1891-1979)
- Ronald Berndt et Katharine Berndt
- Mervyn J. Meggitt (1924-2004), (Warlpiri de l'Australie centrale)
- Spencer Baldwin (Australie centrale)
- Harold Brookfiel,
- B. Glowczewki (1990),
- Karl Friedrich Stehlow (1907-1920),
- Nicholas Thomas (en) (1960-)

### Mélanésie
Voir article : la Mélanésie
- Fidji
  - Sahlins, Marshall,
  - Thomas West (1865),
  - Arthur Maurice Hocart (1883-1939),
  - Harold Brookfield (1972),
  - A Cappell & R. H. Lester
  - A. Derrick
  - G. K. Roth (1953),
  - James Turner (1991),
  - Thomas Williams & James Calvert (1838),
  - Russiate Nayacakalou,

- Nouvelle-Calédonie (Kanak) 
  - Leenhardt, Maurice (1878-1954) (Kanaks de Nouvelle-Calédonie),
  - Patrick O'Reilly,
  - Métais, Pierre (Nouvelle Calédonie) (1906-1999),
  - Elyane Métaïs (1967),
  - Bwesou Eurijisi (Boesou Eripisi, 1866-1947), Kanak,
  - Elisha Nabayer, Kanak,
  - Jean Guiart,
  - Fritz Sarasin,
  - Charles Roux,
  - Jean-Marc Pidjo,
  - Alban Bensa;
  - J. Barau (1956)
  - Roger Boulay (1990),
  - Joël Dauphiné, Pouébo,
  - Philadelphe Dlord (1890),
  - Ulysse de la Hautière (1869),
  - Emmanuel Kasarhérou (1993),
  - Isabelle Leblic[1] (1998),
  - Maurice-Henry Lenormand (1990),
  - Christophe Sand & André Ouetcho (1993),
  - Alain Saussol (1971),
  - Georges Tercinier (1968),

- Vanuatu, Nouvelles-Hébrides
  - Félix Speiser (1930),
  - Jean Guiart,
  - Félix Speiser,
  - Révérend H. Codrington (1830-1922), W.G. Ivens (1930), C.E. Fox (1924),
  - Arthur Bernard Deacon (1903-1927), Malekula,
  - Félix Speiser,
  - Michaël Allen (1972), (1936),
  - Aubert de la Rüe,
  - Joël Bonnemaison (1986),
  - José Garanger (1972),
  - Georges Guilbaud,
  - Tom Harrisson,
  - Bernard Vienne (Îles Banks),
  - Margaret Jolly (1992),
  - John Layard (1928-1940),
  - Lamont Lindstrom (1985),
  - Jean-Louis Rallu (1981),
  - Marcellin Ablong,
  - Marc Kurt Tabani,
  - Remo Guidieri (Îles Salomon britanniques)

- Papouasie-Nouvelle-Guinée
  - Bateson, Gregory (Baining et Iatmul (1904-1980)
  - Godelier, Maurice (Baruya)
  - Sydney Moko Mead, Îles Salomon (San Cristoval),
  - Ian van Baal,
  - Félix Speiser,
  - Alfred Haddon,
  - Francis E. Williams (1893-1943),
  - Nicholas Mikluho-Maclay,
  - Otto Finsch (1839-1917),
  - Peter Lawrence (1921-1987),
  - Ludwig von Biro (Lajos Biro, 1899-1907), Madang,
  - Augustin Krämer, Samoa, Nouvelle-Irlande,
  - Richard Thürnwald (1869-1954) et Hilde Thürnwald, Îles Salomon,
  - Arthur Maurice Hocart (1883-1939), Îles Salomon,
  - Douglas Oliver, Bougainville et Salomons du Nord,
  - Beatrice Blackwood (1899-1975), Salomon,
  - William Halse Rivers (1862-1922), Torrès,
  - Charles Gabriel Seligman (1873-1940),
  - Alfred Haddon (1865-1940), Mabuiag,
  - Lemonnier, Pierre (Ankave)
  - Malinowski, Bronislaw (Tobriandais) (1884-1942)
  - Mead, Margaret (Mundugumor, Arapesh, Chambuli et Iatmul) (1901-1978)
  - Mervyn Meggitt (1924-2004),
  - Reo Fortune (1903-1979),
  - Cyril Belshaw (1950)
  - Tibor Bodrogi (1950-1980),
  - Robert Conolly, First contact,
  - Raymond Firth (1930), Tikopia (Salomon),
  - Robert Foster (1992),
  - C. E. Fox, Solomon,
  - Maurice Godelier (1980),
  - Lester Hiatt
  - H. E. Hipsley (1965) & Henry Jirk,
  - Ian Hogbin (1958),
  - Georges Iteanu (1983),
  - W. G. Ivens (1927),
  - Gerd Koch (1960),
  - Hugh Laracy (1970 ?),
  - Peter Lawrence (1964),
  - Pierre Lemonnier (1990),
  - Douglas Oliver (1943),
  - Michel Panoff (1969),
  - Hortense Powdermaker (1933),
  - Roy A. Rapaport (1968),
  - Mary Reay (1959),
  - John Renton,
  - Cart A. Schmitz (1963),
  - C. G. Seligmann (1910),
  - Frank Tiesler (1969̠-1970),
  - Anna Tsing (1952-),
  - Paul Wirtz (1922),
  - Bernard Juillerat (1937-2006)[2],

### Micronésie
Voir article : la Micronésie
- Schneider, David (Yap)

### Polynésie
Voir article : la Polynésie
- HawaÏ
  - Marshall Sahlins
  - Peter H. Buck (Te Rangi Hiroa, 1930-1950), Hawaï, Cook, Maori,
  - Jonathan Friedman
  - Samuel Kamakau (1911),
  - David Malo (1903),
  - John Papa I'i (1959),
  - Robert Borovsky,

- Maori
  - Buck, Peter (Te Rangi Hiroa)
  - Peter H. Buck (Te Rangi Hiroa, 1930-1950),
  - David Simmons (1976),
  - Elsdon Best (1920-1925),
  - Anne Salmond (1980),
  - John Te H Grace (1959),
  - George Grey (1854),
  - Geoffrey Gray (1994),

- Tahiti
  - James Morrison (1935),
  - Douglas Oliver (1940-1980),
  - Jean-François Baré (1984-1985)
- autres
  - William Mariner (827), Lifuka,
  - Firth, Raymond (Tikopia)
  - Mead, Margaret (Samoa)
  - Métraux, Alfred (île de Pâques)
  - Karl von den Steinen, Îles Marquises,
  - Nicholas Thomas (en) (1960-), Îles Marquises
  - Bengt Danielsson (1967), Archipel des Tuamotu,
  - Peter H. Buck (Te Rangi Hiroa, 1930-1950), Hawaï, Cook,
  - William Ellis (1829),
  - Paul de Young Kay (1963),
  - Serge Tcherkézoff (Samoa),
  - Françoise Douaire-Marsaudon